# トルコ風呂 (絵画)
トルコ風呂 (フランス語: Le Bain Turc) は1862年、82歳当時のジャン・オーギュスト・ドミニク・アングルがハレムの裸婦を描いた絵画である。
当初は長方形だったが、1863年に画家より現在の円形に変更された。
ほとんどの期間この作品は個人蔵となっていたが、現在はルーヴル美術館の所蔵となっている。

## 歴史

### 制作
アングルは、年齢を重ねた後も官能的な作品を生み出すアイロニーを楽しんでおり、この作品にも自分の年齢を「AETATIS LXXXII（「82歳で」の意）」と銘打っている。
1867年には、自分がいまだ「30歳の男性同様の熱情」を維持していると語っている。
この作品を描くに際しアングルは生身のモデルを使っていない。
数枚のクロッキーとともに、彼が生涯にわたって描き続けた「浴女」や「オダリスク」を主題にした以前の作品のモチーフを、ここでも再び描いている。
アングルはすでに『グランド・オダリスク』その他で、ベッドに横たわったり風呂のそばでくつろいだりする裸婦を単体で描いていた。
最もよく知られた主題は『ヴァルパンソンの浴女』に描かれたもので、ほとんど同じ人物像を、この作品では新しい構成の中心に置いて描いている。
しかし前景右側で腕を頭上にあげた裸婦は、アングルの妻マドレーヌ・シャペル (1782年 - 1849年) を描いた1818年のクロッキーに基づいているのだが、その右肩が下がっているにもかかわらず右腕があげられている（アングルの作品には解剖学的な誤りが多々存在し、『グランド・オダリスク』では「椎骨が3本多い」と評されている）。後方の薄暗い部分にも、さまざまな人物像が並置されている。

### 来歴
この作品を注文したのはナポレオン3世の親族であったが、数日後に返却されてしまった。
彼の妻が「不適当 (peu convenable)」と不快を示したからである。
最終的に、トルコの元外交官ハリル・ベイが1865年に作品を購入した。彼は官能的な絵画を数多く所持しており、その中にはギュスターヴ・クールベの『世界の起源』も含まれている。
エドガー・ドガは『トルコ風呂』をパリ万国博覧会で展示するよう主張したが、ポール・クローデルはこの作品を「ウジ満載のケーキ」とまでこきおろした。
20世紀初頭には、後援者が『トルコ風呂』をルーヴル美術館に寄贈しようという動きがあったが、ルーヴル評議委員会側はこれを二度に渡り拒否した。
ミュンヘンの団体が作品を買い取ることを申し出たあとの1911年、協会団体 La société des amis du Louvre による寄贈としてようやくルーヴルはこれを受け入れた。
協会後援者のモーリス・フェネイユはこのために、3年間で150,000フランの無利子融資を行った。